# Estação Villa-Maria
A Estação Villa-Maria é uma das estações do Metrô de Montreal, situada em Montreal, entre a Estação Snowdon e a Estação Vendôme. Faz parte da Linha Laranja.
Foi inaugurada em 07 de setembro de 1981. Localiza-se no Boulevard Décarie. Atende o distrito de Côte-des-Neiges–Notre-Dame-de-Grâce.